# Eucycloscalidae
De Eucycloscalidae zijn een familie van uitgestorven weekdieren uit de klasse van de Gastropoda (slakken).

## Geslachten
- Eucycloscala Cossmann, 1895 †
- Marloffsteinia Nützel & Gründel, 2015 †
- Nodosotrochus Gründel & Nützel, 2015 †